# De l’eau pour le roi David
 (avril 2021).
La mise en forme du texte ne suit pas les recommandations de Wikipédia : il faut le « wikifier ».
Les points d'amélioration suivants sont les cas les plus fréquents :
- Les titres sont pré-formatés par le logiciel. Ils ne sont ni en capitales, ni en gras.
- Le texte ne doit pas être écrit en capitales (les noms de famille non plus), ni en gras, ni en italique, ni en « petit »…
- Le gras n'est utilisé que pour surligner le titre de l'article dans l'introduction, une seule fois.
- L'italique est rarement utilisé : mots en langue étrangère, titres d'œuvres, noms de bateaux, etc.
- Les citations ne sont pas en italique mais en corps de texte normal. Elles sont entourées par des guillemets français : « et ».
- Les listes à puces sont à éviter, des paragraphes rédigés étant largement préférés. Les tableaux sont à réserver à la présentation de données structurées (résultats, etc.).
- Les appels de note de bas de page (petits chiffres en exposant, introduits par l'outil «  Source ») sont à placer entre la fin de phrase et le point final[comme ça].
- Les liens internes (vers d'autres articles de Wikipédia) sont à choisir avec parcimonie. Créez des liens vers des articles approfondissant le sujet. Les termes génériques sans rapport avec le sujet sont à éviter, ainsi que les répétitions de liens vers un même terme.
- Les liens externes sont à placer uniquement dans une section « Liens externes », à la fin de l'article. Ces liens sont à choisir avec parcimonie suivant les règles définies. Si un lien sert de source à l'article, son insertion dans le texte est à faire par les notes de bas de page.
- La présentation des références doit suivre les conventions bibliographiques. Il est recommandé d'utiliser les modèles {{Ouvrage}}, {{Chapitre}}, {{Article}}, {{Lien web}} et/ou {{Bibliographie}}. Le mode d'édition visuel peut mettre en forme automatiquement les références.
- Insérer une infobox (cadre d'informations à droite) n'est pas obligatoire pour parachever la mise en page.

Pour une aide détaillée, merci de consulter Aide:Wikification.
Si vous pensez que ces points ont été résolus, vous pouvez retirer ce bandeau et améliorer la mise en forme d'un autre article.
 (avril 2021).

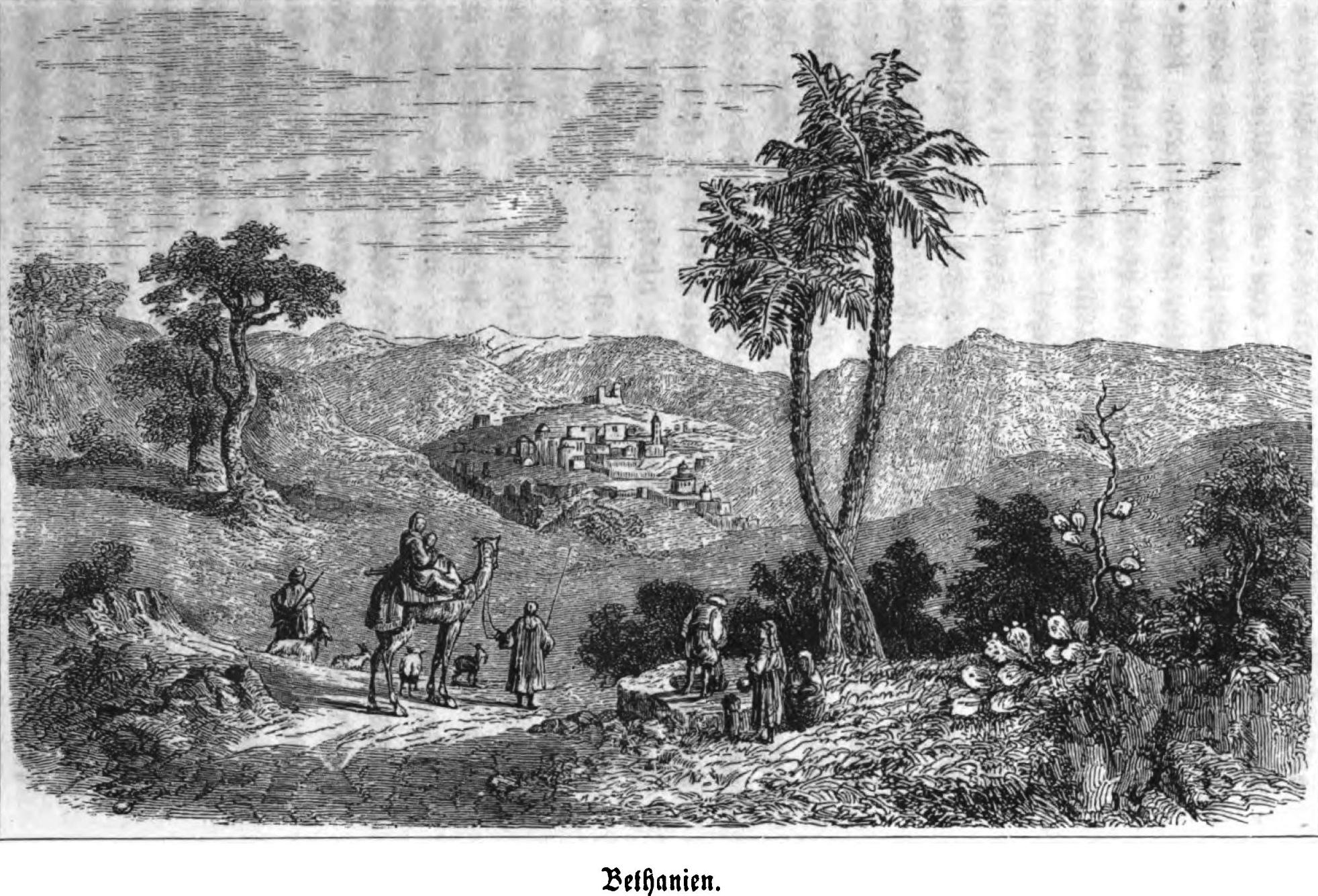
Puits près de Bethléem, gravure de Philip Wolf,1862

De l’eau pour le roi David est une chanson, écrite et composée par Akiva Nof pour l’édition 1970 du Festival israélien de la chanson, interprétée par le trio HaGashash HaHiver (l’éclaireur pâle, en hébreu הגשש החיוור). Cette chanson ne fit pas partie des trois morceaux récompensés, mais est devenue l’une des plus vendues du groupe. Elle s’inspire, très librement, d’un passage de la Bible (Samuel B.23-15) qui décrit comment trois vaillants soldats de David pénétrèrent les lignes ennemies afin d’apporter de l’eau à David.
Le titre de la chanson a été choisi comme nom du dixième album du groupe Hagashash haHiver. 

## Le récit biblique
Le récit biblique à la base de la chanson se trouve dans le second livre de Samuel, chapitre 23, alors que les Philistins contrôlent Bethléem. David exprima son envie de l’eau d’une citerne de Bethléem, sa ville natale :
« David eut un désir et dit : "Ah ! Qui me fera boire de l'eau de la citerne qui est à la porte de Bethléem ?" »
Alors, trois des valeureux guerriers de David se rendirent à Bethléem pour lui en apporter.
« Les trois guerriers s'ouvrirent un passage par le camp des Philistins, puisèrent de l'eau à la citerne qui est à la porte de Bethléem et l'apportèrent à David. »
Celui-ci, regrettant d’avoir mis ses soldats en danger, ne la but pas mais en fit offrande à l’Éternel.  

## Structure de la chanson
La chanson développe le court récit biblique en légende héroïque, dans l’esprit de son auteur. Elle est composée de 3 couplets de 4 vers. Le titre est tiré du  refrain :
« De l’eau pour le roi David, de l’eau, de l’eau pour David,
« De l’eau pour le roi David, de l’eau pour David ! »
Chaque héros est exposé successivement. Le premier raconte l’effondrement d’une montagne qui lui barre le chemin, le deuxième affirme avoir stoppé une rivière par sa parole, et le troisième, sans rien dire, emporte la citerne sur son dos, du camp des Philistins au roi David. À la fin du dernier couplet, parodiant la chanson russe Kalinka, on peut entendre, Shayke, interprète du roi David,  préciser « j’avais dit "vodka" ! »

## Tenue des interprètes
La chanson devint célèbre, entre autres raisons, à cause du déguisement des membres du groupe, une sorte de courte tunique laissant apparaître leur slip lorsqu’ils levaient les bras. Ce spectacle fut diversement accueilli. Certains apprécièrent l’originalité, d’autres le jugèrent inapproprié. Yitzhak Shimoni, le présentateur de la soirée, déclara que c’est la chanson qui importait, plus que l’interprétation. Cette interprétation est pourtant restée associée à la chanson, plus que les paroles.
On raconte que lorsque le groupe se produisit devant la Première Ministre Golda Meir, les trois interprètes, par respect, ne portaient pas les fameuses tuniques, et qu’après le spectacle, Golda les félicita, mais leur demanda : « Mais pourquoi n’avez-vous pas mis les jupes ? »
C’est en réponse à ceux qui critiquaient les tuniques et le style parodique du spectacle que Naomi Shemer écrivit la chanson Pourquoi Michal a-t-elle rit ? à propos de Michal, fille de Saül, qui se moquait de David dansant devant l’Arche d’alliance à Jérusalem. 